# Kolberg (Schiff)
Die Kolberg war ein Kleiner Kreuzer der Kaiserlichen Marine. Sie war Typschiff der nach ihr benannten Kolberg-Klasse. Sie wurde nach Ende des Ersten Weltkrieges 1920 nach Frankreich ausgeliefert und diente dann als Colmar von 1922 bis 1927 in der französischen Marine.

## Vorkriegsjahre
Die Kolberg-Klasse war, nach drei Schiffen innerhalb der vorangehenden Klassen, die erste Serie nur mit Turbinenantrieb, allerdings waren die vier Schwesterschiffe mit Turbinen verschiedener Hersteller ausgestattet. Die drei Vorläufer waren alle von Parsons-Turbinen angetrieben worden, die jetzt nur auf der bei der Kaiserlichen Werft in Kiel gebauten Augsburg zum Einbau kamen. Die bei der AG Vulcan in Stettin gebaute Mainz erhielt AEG-Curtis-Turbinen, die in Kiel auf der Germaniawerft gebaute Cöln Germania-Turbinen.
Das bei Schichau gebaute Typschiff Kolberg wurde mit Turbinen von Melms & Pfenninger ausgestattet. Die Kiellegung des Ersatzbaues für den 1886 von Stapel gelaufenen Aviso Greif erfolgte am 15. Januar 1908 bei der F. Schichau Werft in Danzig, die damit erstmals seit der Gefion 1894 wieder einen Kleinen Kreuzer für die Kaiserliche Marine baute. Stapellauf und  Schiffstaufe erfolgten am 14. November 1908. Am 21. November 1910 begannen die Probefahrten, die jedoch zweimal wegen Personalmangels unterbrochen wurden. Während der Probefahrten wurde zweimal die namensgebende Stadt Kolberg angelaufen. Am 14. Juni 1911 kam es dann zur Indienststellung der Kolberg, die in Danzig von der Königsberg Besatzung und den Kommandanten, Fregattenkapitän Paul Heinrich, übernahm und deren Platz bei den Aufklärungsstreitkräften einnahm, denen sie dann bis zum Beginn des Ersten Weltkriegs angehörte.
Dabei gab es einige Unterbrechungen des üblichen Dienstbetriebes. So wurde die Kolberg 1911 Begleitkreuzer der Kaiseryacht Hohenzollern unter anderem auf der Nordlandreise mit Besuchen von Bergen und Balestrand. 1912 war sie wiederum Begleitkreuzer und lief am 5. März aus Kiel über Gibraltar nach Venedig, wo sie 17. März ihren Dienst aufnahm und die Kaiseryacht auf deren Mittelmeerreise begleitete. Am 11. April lief sie von Korfu nach Brindisi, um den Reichskanzler Theobald von Bethmann Hollweg zum Besuch beim Kaiser abzuholen, und brachte ihn nach Ostern wieder nach Brindisi zurück. Am 12. Mai trat sie die Rückreise von Genua über Vigo an, um am 23. Mai vor Helgoland wieder zur Flotte zu treten. Vom 23. Juni bis zum 9. Juli diente sie dem Befehlshaber der Aufklärungsschiffe vorübergehend als Flaggschiff. Dann begleitete sie den Kaiser im Juli 1913 auf einer Fahrt auf der Vaterland durch die Nordsee und im August auf seiner Nordlandreise.

## Erster Weltkrieg

### II.Aufklärungsgruppe
Bei Ausbruch des Ersten Weltkrieges gehörte der Kleine Kreuzer Kolberg zur II. Aufklärungsgruppe der Hochseeflotte in der Nordsee. Als es am 28. August 1914 zum Seegefecht bei Helgoland kam, war er gerade vom Vorpostendienst vor der Emsmündung zur Jade zurückgekehrt und wurde sofort zur Unterstützung der bei Helgoland kämpfenden deutschen Verbände den Kleinen Kreuzern Danzig und Stralsund hinterher geschickt, die die brennende Ariadne fanden und noch den Großteil der Besatzung von dem sinkenden Kreuzer abbargen. Die Kolberg kam zu spät, um dabei zu helfen und um in das Gefecht einzugreifen, da sich die Briten inzwischen zurückgezogen hatten. In diesem Gefecht gingen die beiden Schwesterschiffe Cöln und Mainz verloren. Auch der Verlust der Kolberg wurde eine Weile befürchtet, da sie nicht planmäßig von der Ems kommend in Wilhelmshaven eingelaufen, sondern direkt nach Helgoland gelaufen war.
In der Folgezeit sicherte sie Minenunternehmen. Am 16. Oktober begleitete sie den Minenkreuzer Nautilus bei dem Versuch, eine Minensperre vor dem Firth of Forth zu verlegen. Der Plan wurde 60 sm vor der britischen Küste abgebrochen, da der starke britische Funkverkehr eine unbeobachtete und sichere Verlegung nicht mehr möglich erscheinen ließ.
Am 2. bis 4. November nahm sie am Vorstoß der I. und der II. Aufklärungsgruppe nach Great Yarmouth mit den Schlachtkreuzern Seydlitz, Von der Tann, Moltke, dem Panzerkreuzer Blücher und den Kleinen Kreuzern Straßburg, Graudenz und Stralsund teil und sicherte die Stralsund beim Auslegen einer Minensperre. Am 15./16. Dezember 1914 erfolgte ein weiterer Vorstoß beider Aufklärungsgruppen erstmals mit der Derfflinger und achtzehn Zerstörern gegen Hartlepool, Scarborough und Whitby, bei dem die Kolberg 100 Minen mitführte und eine Minensperre vor Flamborough Head legte. Sie lief wegen der Minenladung trotz schweren Wetters als einziger Kleiner Kreuzer mit den Schlachtkreuzern zur britischen Küste. Wegen der erlittenen Wetterschäden musste sie nach Rückkehr in die Werft.
Am 16. Januar 1915 übernahm die Kolberg für die Zeit ihres Verbleibs bei der Hochseeflotte die Aufgabe des Flaggschiffs des II. Führers der Torpedoboote bis zum 11. Februar 1916.

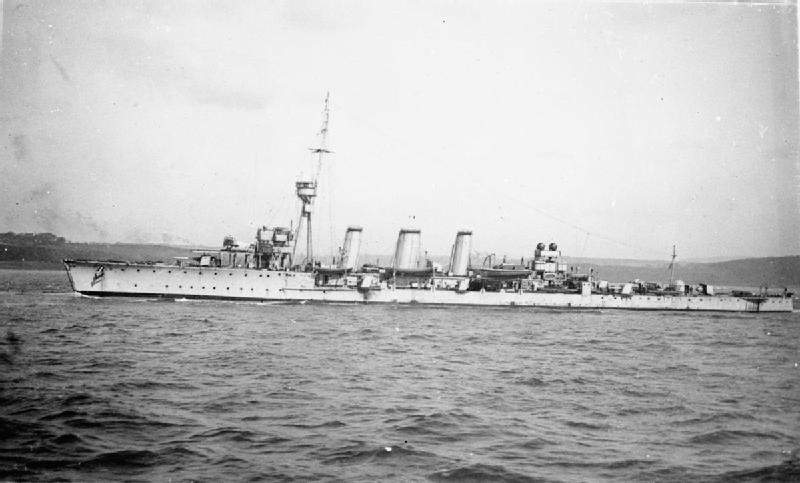
Die Aurora

Beim Gefecht auf der Doggerbank am 24. Januar 1915 gehörte die Kolberg zur II. Aufklärungsgruppe und traf als erstes Schiff auf den Gegner. In einem kurzen Gefecht konnte sie drei Treffer auf dem britischen Kreuzer Aurora erzielen. Sie selbst erhielt dabei zwei Treffer und hatte zwei Gefallene zu beklagen.

### Ostsee
Im Sommer verlegte die Kolberg mit anderen Teilen der Hochseeflotte (I. Geschwader, I./II. Aufklärungsgruppe) in die Ostsee, um die deutsche Landoffensive im Baltikum zu unterstützen. Am 10. August geriet sie bei der Beschießung von Utö vor Hanko in ein Gefecht mit russischen Zerstörern, in das auch der Schlachtkreuzer Von der Tann eingriff. Am 13./14. kam sie vor der Irbenstraße bei der Beschießung von Landstellungen erneut in Gefechte mit russischen Zerstörern und wurde von einem U-Boot erfolglos angegriffen. Am 21. August wurde die Kolberg in die Nordsee entlassen.

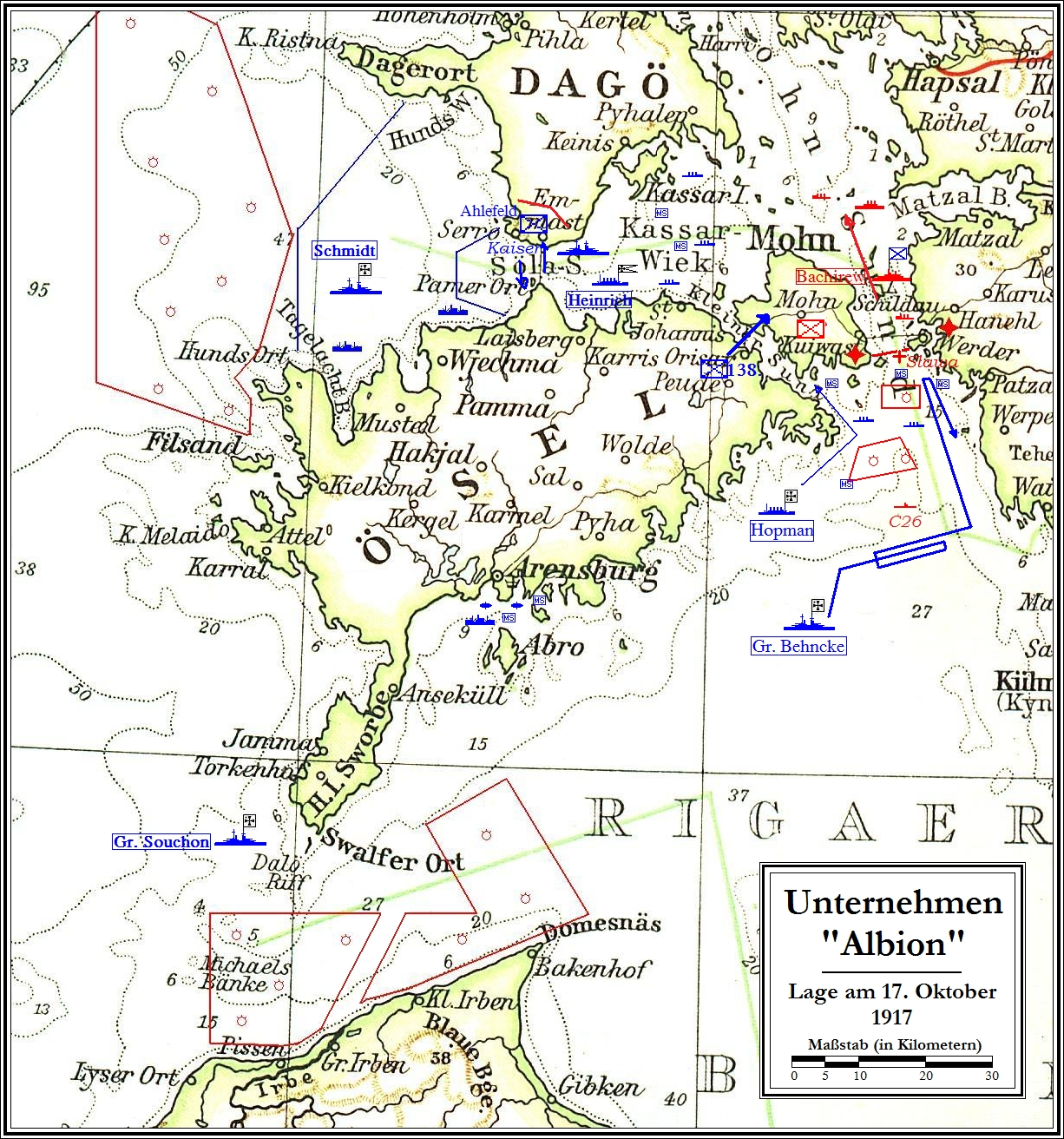
Plan des Einsatzes am 17. Oktober 1917

Im Februar 1916 wurde die Kolberg endgültig in die Ostsee verlegt. Dort löste sie den Kleinen Kreuzer Elbing als Führerschiff der VI. Aufklärungsgruppe ab. Vom 16. Dezember 1916 bis zum 26. April 1917 wurde das Schiff in der Kaiserlichen Werft in Kiel umgebaut. Die 10,5-cm-Geschütze wurden durch 15-cm-Kanonen ersetzt, an Deck baute man zwei 50-cm-Torpedorohre ein, und die Kommandobrücke wurde umgebaut.
Im Herbst 1917 nahm die Kolberg an der Besetzung der Baltischen Inseln als Flaggschiff des Befehlshabers der Aufklärungsstreitkräfte in der östlichen Ostsee, Konteradmiral Albert Hopman, und der VI. Aufklärungsgruppe teil. Am 17. Oktober durchbrach Hopman den Kleinen Sund. Die Kolberg beschoss die Batterien bei Woi zehn Minuten lang. Die russischen Batteriebesatzungen erwiderten jedoch das Feuer nicht, sondern die meisten Soldaten flohen. Gegen 14.30 Uhr ankerten die Straßburg und die Kolberg am südlichen Ende des Kleinen Sundes, und Hopman setzte eine Landungsabteilung an Land, um die Batterien einzunehmen. Auch am folgenden Tag unterstützte die Kolberg die auf Ösel und Moon im Einsatz befindlichen Heerestruppen. Am 19. Oktober ging sie dann durch den Moonsund, am Wrack des Linienschiffes Slawa vorbei, nach Schildau.
Nach einer längeren Werftliegezeit zu Beginn des Jahres 1918 mit dem Einbau zweier 8,8-cm-Flugabwehrkanonen folgte ab Mitte März die Teilnahme an der Vorbereitung und Durchführung der Finnland-Intervention. Zuerst in Hanko eingesetzt, unterstützte sie dann das 14. Jägerbataillon und ersetzte danach die Rheinland in Mariehamn (Aalandinseln), die beim Abmarsch am 11. April allerdings auflief, erst am 8. Juli 1918 wieder freikam und während des Krieges nicht mehr einsatzbereit wurde. Die Kolberg wurde am 19. Mai durch die Stralsund ersetzt. Sie ging nach Kiel zurück, war aber ab Mitte Juni erneut im Baltikum. Vom 23. Juli bis in den Herbst hinein war die Kolberg in Finnland und im Baltikum im Einsatz. Am 29. September 1918 kehrte sie nach Kiel zurück, da die Besatzung für einen Einsatz auf der Krim vorgesehen war; Teile wurden noch Anfang Oktober dorthin in Marsch gesetzt.

## Kommandanten
| Juni bis September 1910          | Kapitän zur See Hans von Abeken                               |
| September bis Oktober 1910       | Kapitänleutnant Paul Möller (reduzierte Besatzung)            |
| Oktober bis Dezember 1910        | Fregattenkapitän/Kapitän zur See Max Hahn                     |
| April bis Juni 1911              | Korvettenkapitän Alexander Erdmann                            |
| Juni 1911 bis August 1912        | Fregattenkapitän/Kapitän zur See Paul Heinrich                |
| September 1912 bis Februar 1915  | Fregattenkapitän/Kapitän zur See Wilhelm Widenmann            |
| März bis Mai 1915                | Kapitän zur See Ernst Ewers                                   |
| 15. Mai 1915 bis 6. Februar 1916 | Fregattenkapitän/Kapitän zur See Max Kühne                    |
| August bis September 1915        | Kapitänleutnant Erich Dolberg (in Vertretung)                 |
| Februar 1916 bis Dezember 1918   | Fregattenkapitän/Kapitän zur See Kurt Franck                  |
| Oktober 1918                     | Kapitänleutnant Joachim-Eberhard Piernay (m. d. W. d. G. b.)  |
| Oktober bis November 1918        | Kapitänleutnant der Reserve Kurt Hoffmann (m. d. W. d. G. b.) |

## Französische Marine

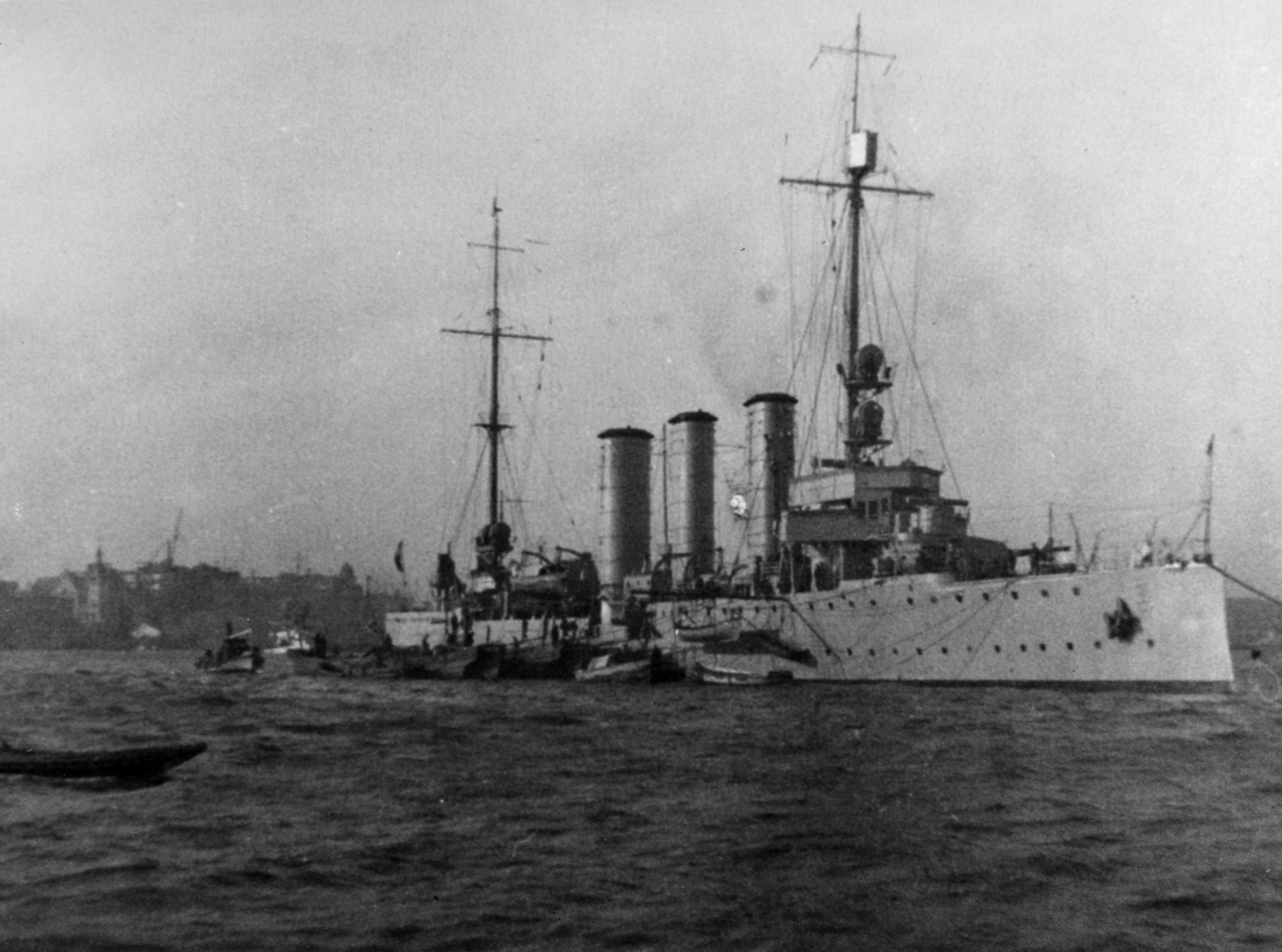
Die Colmar in China.

Am 17. Dezember 1918 wurde die Kolberg in Kiel außer Dienst gestellt. Sie wurde am 5. November 1919 aus der Liste der Kriegsschiffe gestrichen und am 20. April 1920 an Frankreich ausgeliefert. Unter dem Namen Colmar wurde das danach überholte  Schiff ab 1922 bis zum 21. Juli 1927 in der französischen Marine eingesetzt.
Im Juli 1922 wurde der Kreuzer über den Sueskanal nach Fernost entsandt, wo er Flaggschiff der dort stationierten französischen Schiffe wurde. Beim Erdbeben von Tokio 1923 lief der Kreuzer aus Wladiwostok sofort nach Yokohama, um Hilfe zu leisten. Er wurde schließlich 1929 verschrottet.